# Szalvesztrol
A szalvesztrol egy természetes fitovegyület, mely a CYP1B1 citokróm P450 enzim segítségével citotoxikus metabolittá alakítható, amely túlexpresszálhatja a rákos sejteket. A „szalvesztrol” nevet Gerrard Potter gyógyszervegyész adta a vegyületnek. A „Salvestrol” név ma már védjegynek számít, e név alatt étrend-kiegészítőket és más termékeket árusítanak. Néhány szalvesztrol alapú termék ribiszke-, áfonya-, eper- és mandarinhéj-kivonatot tartalmaz.

## Nyilvános fogadtatása
A The Observer 2005. január 1-én a szalvesztrolt mint az év "20 legnagyobb ötletének" egyikét mutatta be. Egy 2007-es BBC riport bemutatta egy laboratóriumi vizsgálat eredményeit, amelyek azt mutatták, hogy a mandarinhéjból kinyert szalvesztrol rákellenes hatással bír. A brit rákkutatást támogató szervezet (Cancer Research UK) szóvivője a riportot kommentálva elmondta, hogy bár a laboratóriumban a szalvesztrol valóban hatást gyakorol a sejtekre, arra egyelőre nem áll rendelkezésre bizonyíték, hogy ugyanezt a hatást képes volna a páciensekben is kifejteni.

## Viták, kutatások a szalvesztrol hatékonyságáról
A további tudományos kutatások jelentősen csökkentették a rezveratrol, az elsőként felfedezett szalvesztrol iránti kezdeti lelkesedést. Egy nagyléptékű klinikai vizsgálatot, amely a szalvesztrol alapú gyógyszert, az SRT-501-et vizsgálta, leállítottak, miután nem találták nyomát rákellenes hatásnak, ellenben mellékhatásokat tapasztaltak. A további kutatások abban az időben nem voltak képesek a rezveratrol korábban kimutatott rákellenes hatását reprodukálni. 2012-ben Dipak K. Das, a Connecticuti Egyetem kutatóját, aki munkája során a rezveratrol állítólagos egészségügyileg előnyös hatását vizsgálta bűnösnek találták kutatási eredményeinek 145 rendbeli meghamisításában.
A szalvesztrol gyártói és terjesztői több esettanulmányt publikáltak, melyek bemutatták a vegyület pozitív egészségügyi hatásait a rákos megbetegedésben szenvedők állapotára. Ugyanakkor Andy Lewis, a Quackometer Blog szerzője állította, hogy „nincsen rá bizonyíték, hogy ezek a növényekből kinyert vegyületek bármilyen pozitív hatással volnának a rákkockázat csökkentésére, ha étrend-kiegészítőként vagy bármilyen gyógyszerkúra elemeként szedik őket”. 2013-ban a brit Királyi Kémiai Társaság (Royal Society of Chemistry) egyik podcastjában Philip Broadwidth ellenvéleményét kifejtve kifogásolta, hogy „annak ellenére, hogy nem állnak rendelkezésre megbízható adatok a rezveratrol emberekre gyakorolt hatásáról, még ma is egészségügyi étrend-kiegészítőként árulják azt”.
A későbbiekben a rezveratrollal kapcsolatban a leicesteri egyetemen a Karen Brown professzor és kutatócsoportja által végzett kutatások igazolták mind a szív érrendszeri, mind a daganatellenes hatékonyságot:
„A laboratóriumi modellek bőséges meggyőző bizonyítékot szolgáltattak arra, hogy a rezveratrol valóban képes arra a sok jóra, amit feltételeztünk – kezdve egy sor ráktípus és a szívbetegségek megelőzésétől az élettartam meghosszabbításáig. Évek óta ismert tény, hogy a rezveratrol rövid időn belül szulfát- és glükuronid-metabolitokká konvertálódik emberekben és állatokban egyaránt. Ez azzal a következménnyel jár, hogy a plazmakoncentráció az alkalmazás után nem sokkal már nagyon alacsony szintre csökken.” - Prof. Karen Brown 

## Fordítás
- Ez a szócikk részben vagy egészben  a   Salvestrol című angol Wikipédia-szócikk ezen változatának fordításán alapul.  Az eredeti cikk szerkesztőit annak laptörténete sorolja fel. Ez a jelzés csupán a megfogalmazás eredetét és a szerzői jogokat jelzi, nem szolgál a cikkben szereplő információk forrásmegjelöléseként.